# RecordMyDesktop
RecordMyDesktop — безкоштовна утилита з відкритим кодом для запису скринкастів. Використовується для запису дій користувача. Результат зберігається у форматі Ogv. Існує графічна надбудова gtk-recordMyDesktop та qt-recordMyDesktop. Існує два інтерфейси, написані на мові Python: gtk-recordmydesktop, який має ліцензію GPL-2.0 або пізнішу, та qt-recordymydesktop, який має ліцензію GPL-3.0 або пізнішу.
RecordMyDesktop також пропонує можливість записувати аудіо через ALSA, OSS або аудіосервер JACK. RecordMyDesktop виводить дані лише у форматі Ogg, використовуючи Theora для відео та Vorbis для аудіо.